# 58e régiment d'artillerie
Le 58e régiment d'artillerie (58e RA) est une unité de l'armée française, dissous en 2003.

## Création et différentes dénominations
Le 58e RA, en tant que régiment d’artillerie sol-air, a été créé à Douai le 1er novembre 1970, par changement d’appellation du 458e Groupe d’artillerie antiaérienne légère. Sa dissolution est intervenue en 2003.

## Chefs de corps
- 1939 - mars 1940 : lieutenant-colonel Lubin[2]
- mars 1940 : chef d'escadron Rousset[2]
- 1963 - 1965 : 458e GAAL Douai : Lieutenant Colonel Gilbert Orrand
- 1965 - 1967 : 458e GAAL Douai : Lieutenant Colonel Guy Hinterlang
- 1967 - 1969 : 458e GAAL Douai : Lieutenant Colonel Jean Deal
- 1969 - 31 octobre 1970 : 458e GAAL Douai : Colonel Henri Vidal
- 1er novembre 1970 - 1971 458e RA Douai : Colonel Henri Vidal
- 1971 - 1973 : Lieutenant Colonel Yves Domenech de Celles (chef des services techniques CES Jean Lemoinne)
- 1973 - 1975 : Lieutenant Colonel Jean Coreau (chef des services techniques CES Jean Lemoinne jusqu'au 1er juillet 1974)
- 1975 - 1977 : Lieutenant Colonel Roger Carrere
- 1977 - 1979 : Lieutenant Colonel Jacques Richard
- 1979 - 1981 : Lieutenant Colonel Roland Sade
- 1981 - 1983 : Lieutenant Colonel Claude Henry
- 1983 - 1985 : Lieutenant Colonel Jean-Eudes Millot
- 1985 - 1987 : Lieutenant Colonel Yves Steiger
- 1987 - 1989 : Lieutenant Colonel Michel Rondeau
- 1989 - 1991 : Lieutenant Colonel Alain Mie
- 1991 - 1993 : Lieutenant Colonel Jacques Schwoerer
- 1993 - 1996 : Lieutenant Colonel Richard Badie
- 1996 - 1998 : Lieutenant Colonel Régis Laboureau
- 1998 - 2000 : Lieutenant Colonel Jean-Michel Paupert
- 2000 - 2002 : Lieutenant Colonel Pierre Augustin
- 2002 - 2003 : Lieutenant Colonel Bruno Dumas

## Historique des garnisons, combats et batailles du58eRégiment d'artillerie de campagne

### Première Guerre mondiale
Casernement en 1914 du 58e régiment d’artillerie de campagne à Bordeaux avec ses neuf batteries de canons de 75 mm.
Il appartient à la 18e brigade d'artillerie, 35e division d'infanterie.

### Entre-deux-guerres
Il est dissout en janvier 1924 et renforce le 24e régiment d'artillerie divisionnaire.

### Seconde Guerre mondiale
À la mobilisation, le 58e régiment d'artillerie divisionnaire forme, avec le 258e régiment d'artillerie lourde divisionnaire, l'artillerie de la 64e division d'infanterie. Ces deux régiments sont rattachés à la 27e division d'infanterie lorsque cette dernière quitte les Alpes.

### De 1945 à nos jours
Du milieu des années soixante jusqu'à sa dissolution début des années 2000, le régiment est à Douai.
En 1970 le régiment est doté d'une Batterie de commandement et des services (BCS), deux batteries de tir, équipées de canons tractés Bofors de 40 mm, une batterie de tir équipée de blindés antiaériens de Bitubes de 30 mm montés sur châssis AMX-13. Le service technique est dirigé de juillet 1972 à juillet 1974 par le Chef d'escadron (puis lieutenant-colonel) Jean Lemoinne.
Dans les années 1990 le 58e RA est rattaché au Commandement de l'artillerie puis à la 3e Brigade d'artillerie, elle-même appartenant au 3e Corps d'armée à Lille.
À partir de janvier 1984, venant remplacer les canons de 40 mm Bofors, sont arrivés au régiment les premiers blindés antiaériens lance-missiles AMX 30 Roland I (version "temps clair"), en provenance du 54e RA de Verdun. En 1986 s’est achevée, avec la création d’une quatrième batterie équipée de Roland II, la transformation du 58e RA en régiment Roland à deux batteries de tir Roland I et deux batteries de tir Roland II.
En 1996, le régiment est doté de missiles mistral . La première batterie la B5 était constitué d'engagés, la seconde la B2 d'appelés . Ce système d'armes nécessitait l'appui de trm200/13 ou de VLRA équipé du radar Samantha . Dans ces 2 batteries, 24 pièces de tir et 8 radars étaient en fonction.
La dissolution du 58e régiment d'artillerie de Douai est l'une des conséquences de la réorganisation et de la professionnalisation de l'armée française, qui conduisent à la réduction d'un certain nombre d'effectifs. Le 12 novembre 2001, est signé un arrêté ministériel prévoyant la dissolution de cette unité. Puisque le 21 novembre 2001 un arrêté paru au Journal officiel a officialisé la dissolution du 58e régiment d'artillerie. C'est dans ce cadre qu'a été prise la décision de dissolution du 58e régiment d'artillerie, qui comptait 824 militaires et 41 civils. Dans les faits, les pièces d'artillerie seront transférées vers les deux régiments de Bitche et de Hyères.
Il a été progressivement doté de nouveaux matériels de transmissions de type RITA montés sur camionnette TRM 2000, de VLTT Peugeot 4×4 et de VAB avec tourelle T20-13.
Sa dissolution est intervenue en 2003.

## Étendard
Il porte, cousues en lettres d'or dans ses plis, les inscriptions suivantes :
- Les Deux-Morins 1914
- Verdun 1916-1917
- Le Matz 1918

## Décorations
Fourragère: Aux couleurs du ruban de la croix de Guerre 1914-1918,
Le 12/11/1970, le lieutenant-colonel VITAL, chef de corps, a remis au personnel du régiment de la fourragère aux couleurs du ruban de la Croix de guerre 1914-1918.

## Insigne

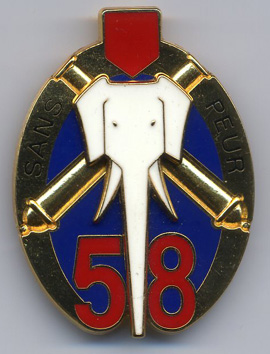
insigne du 58e R.A. (2e modèle)